# Motte castrale de Bailleul
La motte castrale de Bailleul est une ancienne fortification de terre et de bois qui se dresse sur le territoire de la commune française de Bailleul, dans le département de l'Orne, en région Normandie.

## Localisation
La motte est située, au nord du village, au lieudit le Vieux Château, à proximité de l'église, sur la commune de Bailleul, dans le département français de l'Orne,.

## Historique
La motte est datée du XIe siècle mais le lieu est attesté comme pagus dès le IXe siècle.

## Description
La tertre de forme ovalaire entouré de fossé est flanqué d'une plate-forme peu élevée, de plan vaguement rectangulaire, pouvant être un vestige de basse-cour.

## Protection
La motte castrale (tertre et basse-cour) est inscrite au titre des monuments historiques par arrêté du 27 septembre 1989.